# Rali de Monte Carlo

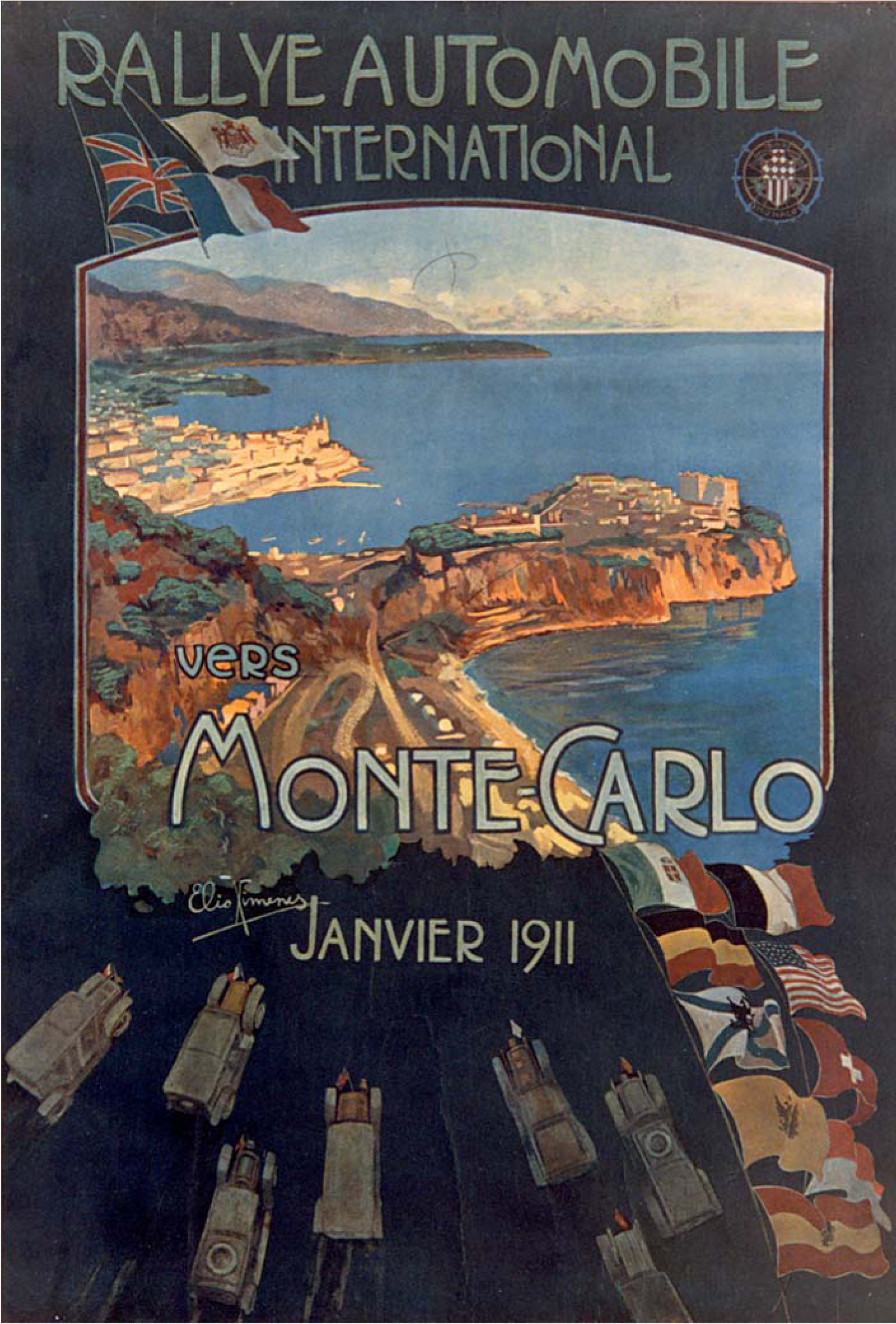
Cartaz da edição de 1911

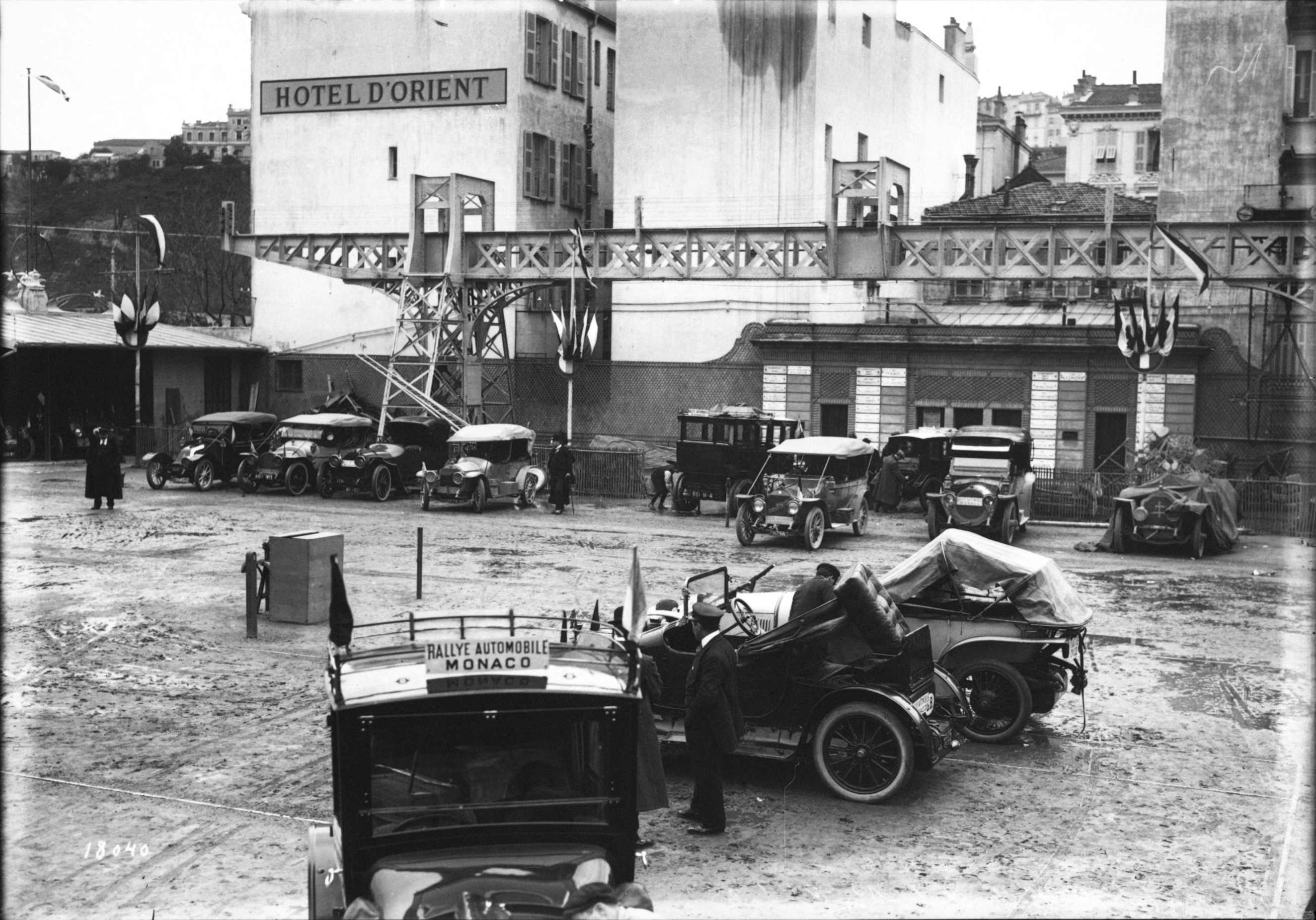
Concorrentes da edição de 1912 (à saída de Paris).

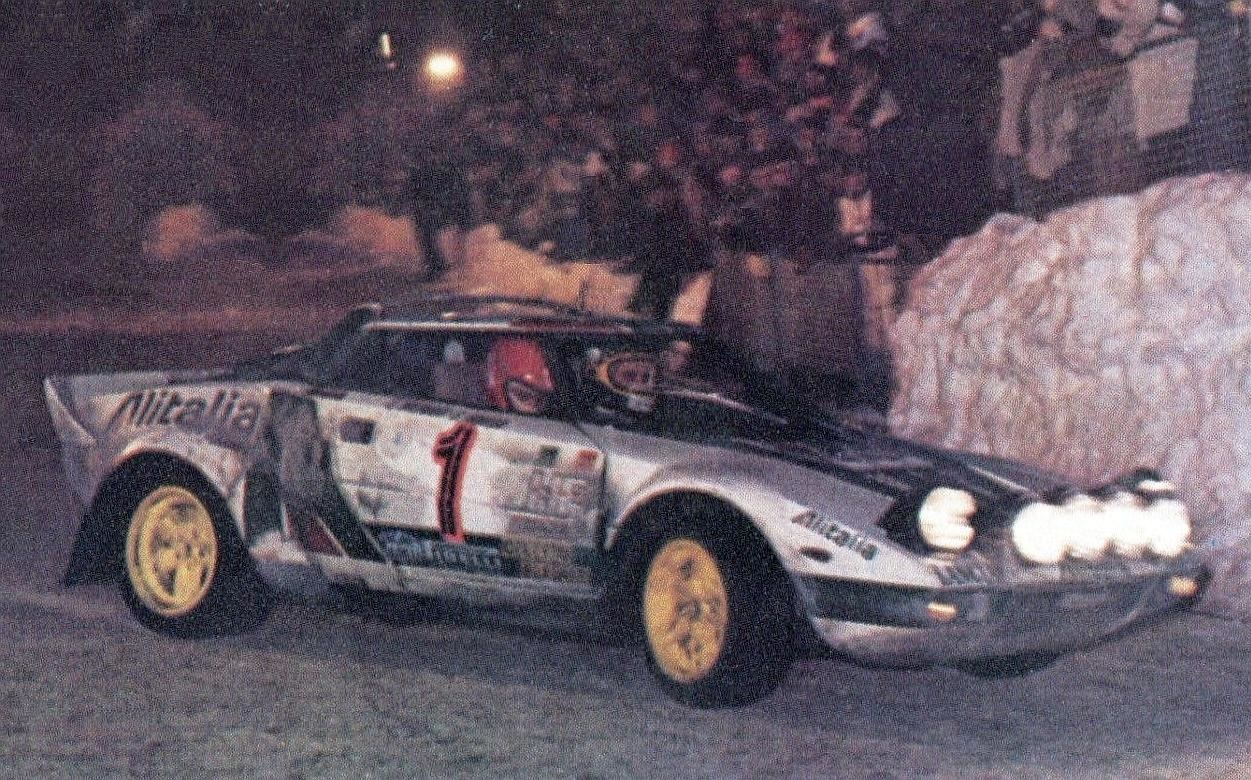
Sandro Munari no seu Lancia Stratos HF no Col du Turini.

O Rallye Automobile Monte Carlo, ou Rally de Monte Carlo, é um rali que se realiza desde 1911 no Mónaco. 

## Vencedores

### 1911-1929
| Ano  | Vencedor                                    | Segundo-lugar                | Terceiro-lugar                  |
| ---- | ------------------------------------------- | ---------------------------- | ------------------------------- |
| 1911 | Henri Rougier — (Turcat-Mery)               | Aspaigu — (Gobron)           | Jules Beutler — (Martini)       |
| 1912 | Jules Beutler — (Berliet)                   | Von Eismark — (Dunkop)       | Meuiner — (Delaunay-Belleville) |
| 1924 | Jacques Edouard Ledure — (Bignan)           | de Marquet — (Métallurgique) | Barbillon — (Bignan)            |
| 1925 | François Repusseau — (Renault)              | Mertens — (Lancia Lambda)    | Lamarche — (FN)                 |
| 1926 | Victor A. Bruce/W J Brunell — (Autocarrier) | Bussienne — (Sizaire Frères) | Marika — (Citroën)              |
| 1927 | André Lefebvre/Despaux — (Amilcar)          | Clausse — (Celtic-Bignani)   | Bussienne — (Sizaire-Frères)    |
| 1928 | Jacques Bignan — (Fiat)                     | Malaret — (Fiat)             | Versigny — (Talbot)             |
| 1929 | Sprenger van Euk — (Graham-Paige)           | Szmick — (Weiss-Manfred)     | Visser — (Lancia)               |

### 1930-1949
| Ano  | Vencedor                                                                | Segundo-lugar                                | Terceiro-lugar                      |
| ---- | ----------------------------------------------------------------------- | -------------------------------------------- | ----------------------------------- |
| 1930 | Hector Petit — (Licorne)                                                | Al Berlesco — (DeSoto)                       | A. Blin D'Orimont — (Studebaker)    |
| 1931 | Donald Healey — (Invicta)                                               | J P Wimille — (Lorraine)                     | Lucy Schell — (Bugatti)             |
| 1932 | M Vaselle/ — (Hotchkiss) G. de Lavelette/C. de Cortanze — (Peugeot)     | Donald Healey — (Invicta)                    | B Ivanovsky — (Ford)                |
| 1933 | M Vaselle — (Hotchkiss)                                                 | R Guyot — (Renault)                          | Roualt/Quinlin — (Salmson)          |
| 1934 | Gas/Trevoux — (Hotchkiss)                                               | Chauvierre — (Chenard-Walcker)               | Donald Healey — (Triumph Gloria)    |
| 1935 | Christian Lahaye / R. Quatresous — (Renault)                            | J C Ridley — (Triumph Gloria)                | Lucie Schell — (Delahaye)           |
| 1936 | L. Zamfirescu / P.G. Cristea — (Ford)                                   | Lucie Schell — (Delahaye)                    | C Lahaye / R Quatresous — (Renault) |
| 1937 | René Le Bègue / Julio Quinlin — (Delahaye)                              | P de Massa / L Mahe — (Talbot)               | M Jacobs / T de Boer — (Buick)      |
| 1938 | G. Baker Schut/Karelton — (Ford)                                        | Jean Trevoux / Marcel Lesurque — (Hotchkiss) | C Lahaye / R Quatresous — (Renault) |
| 1939 | Jean Trevoux/Marcel Lesurque — (Hotchkiss) J Paul/M Contet — (Delahaye) | No second place, joint first place           | E Mutsearts / A Kouwenberg — (Ford) |
| 1949 | Jean Trevoux / Marcel Lesurque — (Hotchkiss)                            | M Worms / E Mouche — (Hotchkiss)             | F Dobry / Z Treybal — (Bristol)     |

### 1950-1972
| Ano  | Vencedor                                              | Segundo-lugar                                                  | Terceiro-lugar                                  |
| ---- | ----------------------------------------------------- | -------------------------------------------------------------- | ----------------------------------------------- |
| 1950 | Marcel Becquart/H. Secret — (Hotchkiss)               | Maurice Gatsonides/ K S Barendregt - (Humber Super Snipe)      | Julio Quinlin/Jean Behra — (Simca 8)            |
| 1951 | Jean Trevoux/ Roger Crovetto — (Delahaye)             | Comte de Monte Real/ M J Palma — (Ford)                        | C Vard/ A Young — (Jaguar Mk V)                 |
| 1952 | Sydney Allard / Guy Warburton — (Allard P1)           | Stirling Moss / D Scannell / John Cooper - (Sunbeam-Talbot 90) | Dr Angelvin / Miss Angelvin — (Simca Sport)     |
| 1953 | Maurice Gatsonides / Peter Worledge — (Ford Zephyr)   | Ian Appleyard/ Pat Appleyard — (Jaguar Mark VII)               | R Marion / J Charmasson — (Citroën Six)         |
| 1954 | Louis Chiron / Ciro Basadonna — (Lancia Aurelia GT)   | P David / P Barbier — (Peugeot 203)                            | A Blanchard / A Lecoq — (Panhard 750)           |
| 1955 | Per Malling / Gunnar Fadum — (Sunbeam-Talbot 90)      | G Gillard / R Duget — (Panhard 850)                            | H Gerdum / J Kuhling — (Mercedes-Benz 220)      |
| 1956 | Ronnie Adams / Frank Biggar — (Jaguar Mark VII)       | Walter Schock / K Raebe — (Mercedes-Benz 220)                  | M Grosgogeat / P Biaginin — (DKW)               |
| 1957 | Rali cancelado                                        | Rali cancelado                                                 | Rali cancelado                                  |
| 1958 | Guy Monraisse / Jacques Feret — (Renault)             | A Gacon / L Borsa — (Alfa Romeo Giulietta)                     | L Vold-Johansen / F Koperud — (DKW)             |
| 1959 | Paul Coltelloni / Pierre Alexandre — (Citroën ID)     | A Thomas / J Delliere — (Simca Aronde)                         | P Surles / J Piniers — (Panhard 850)            |
| 1960 | Walter Schock / Rolf Moll — (Mercedes-Benz 220SE)     | Eugen Böhringer / H Socher — (Mercedes-Benz 220SE)             | Ott / Mahle — (Mercedes-Benz 220SE)             |
| 1961 | Maurice Martin / Roger Bateau — (Panhard PL17)        | W Löffler / H Walter — (Panhard PL17)                          | G Jouanneaux / A Coquillet — (Panhard PL17)     |
| 1962 | Erik Carlsson / Gunnar Häggbom — (Saab 96 #303)       | Eugen Böhringer / P Lang — (Mercedes-Benz 220SE)               | Paddy Hopkirk / J Scott — (Sunbeam Rapier)      |
| 1963 | Erik Carlsson / Gunnar Palm — (Saab 96 #283)          | P Toivonen / A Jarvi — (Citroën ID19)                          | R Aaltonen / A Ambrose — (Mini Cooper)          |
| 1964 | Paddy Hopkirk / Henry Liddon — (Mini Cooper S)        | B Ljungfeldt / F Sager — (Ford Falcon)                         | Erik Carlsson / G Palm — (Saab 96)              |
| 1965 | Timo Mäkinen / Paul Easter — (Mini Cooper S)          | Eugen Böhringer / Rolf Wütherich — (Porsche 904)               | Pat Moss / Ann Wisdom — (Saab 96)               |
| 1966 | Pauli Toivonen / Ensio Mikander — (Citroën ID)        | R Trautmann / J Hanrioud — (Lancia Flavia)                     | O Andersson / O Dahlgren — (Lancia Flavia)      |
| 1967 | Rauno Aaltonen / Henry Liddon — (Mini Cooper S)       | Ove Andersson / J Davenport — (Lancia Fulvia)                  | Vic Elford / David Stone — (Porsche 911S)       |
| 1968 | Vic Elford / David Stone — (Porsche 911T)             | P Toivonen / M Tiukkanen — (Porsche 911S)                      | Rauno Aaltonen / Henry Liddon — (Mini Cooper S) |
| 1969 | Björn Waldegård / Lars Helmer — (Porsche 911S)        | Gérard Larrousse / J C Perramond — (Porsche 911S)              | J Vinatier / J-F Jacob — (Alpine-Renault A110)  |
| 1970 | Björn Waldegård / Lars Helmer — (Porsche 911S)        | Gerard Larrousse / M Gelin — (Porsche 911S)                    | J-P Nicolas / C Roure — (Alpine-Renault A110)   |
| 1971 | Ove Andersson / David Stone — (Alpine-Renault A110)   | Jean-Luc Thérier / M Callewaert — (Alpine-Renault A110)        | J-C Andruet / G Vial — (Alpine-Renault A110)    |
| 1972 | Sandro Munari / Mario Manucci — (Lancia Fulvia 1.6HF) | Gerard Larrousse / J-C Perramond — (Porsche 911S)              | Rauno Aaltonen / J Todt — (Datsun 240Z)         |

### 1973-1985
| Nome do rali | Especiais           | Pódio   | Pódio                                       | Pódio                                     | Pódio       |
| Nome do rali | Especiais           | Ranking | Piloto Co-piloto                            | Equipe Carro                              | Tempo       |
| --- | ------------------- | ------- | ------------------------------------------- | ----------------------------------------- | ----------- |
| 42ème Rallye Automobile de Monte-Carlo 19 a 26 de janeiro de 1973 1º rali do Campeonato Mundial de Rali de 1973                                      | 18 Especiais 420 km | 1       | Jean-Claude Andruet Michele Petit ("Biche") | Alpine-Renault A110 1800                  | 5h 42m 04s  |
| 42ème Rallye Automobile de Monte-Carlo 19 a 26 de janeiro de 1973 1º rali do Campeonato Mundial de Rali de 1973                                      | 18 Especiais 420 km | 2       | Ove Andersson Jean Todt                     | Alpine-Renault A110 1800                  | 5h 42m 30s  |
| 42ème Rallye Automobile de Monte-Carlo 19 a 26 de janeiro de 1973 1º rali do Campeonato Mundial de Rali de 1973                                      | 18 Especiais 420 km | 3       | Jean-Pierre Nicolas Michel Vial             | Alpine-Renault A110 1800                  | 5h 43m 39s  |
| |                     |         |                                             |                                           |             |
| Rali de 1974 cancelado |                     |         |                                             |                                           |             |
| |                     |         |                                             |                                           |             |
| 43ème Rallye Automobile de Monte-Carlo 15 a 23 de janeiro de 1975 1º rali do Campeonato Mundial de Rali de 1975                                      | 22 Especiais 472 km | 1       | Sandro Munari Mario Manucci                 | Lancia Stratos HF                         | 6h 25m 59s  |
| 43ème Rallye Automobile de Monte-Carlo 15 a 23 de janeiro de 1975 1º rali do Campeonato Mundial de Rali de 1975                                      | 22 Especiais 472 km | 2       | Hannu Mikkola Jean Todt                     | Fiat Abarth 124 Rallye                    | 6h 29m 05s  |
| 43ème Rallye Automobile de Monte-Carlo 15 a 23 de janeiro de 1975 1º rali do Campeonato Mundial de Rali de 1975                                      | 22 Especiais 472 km | 3       | Markku Alén Ilkka Kivimäki                  | Fiat Abarth 124 Rallye                    | 6h 29m 46s  |
| |                     |         |                                             |                                           |             |
| 44ème Rallye Automobile de Monte-Carlo 17 a 24 de janeiro de 1976 1º rali do Campeonato Mundial de Rali de 1976                                      | 23 Especiais 530 km | 1       | Sandro Munari Mario Manucci                 | Lancia Stratos HF                         | 6h 25m 10s  |
| 44ème Rallye Automobile de Monte-Carlo 17 a 24 de janeiro de 1976 1º rali do Campeonato Mundial de Rali de 1976                                      | 23 Especiais 530 km | 2       | Björn Waldegård Hans Thorszelius            | Lancia Stratos HF                         | 6h 26m 37s  |
| 44ème Rallye Automobile de Monte-Carlo 17 a 24 de janeiro de 1976 1º rali do Campeonato Mundial de Rali de 1976                                      | 23 Especiais 530 km | 3       | Bernard Darniche Alain Mahé                 | Lancia Stratos HF                         | 6h 31m 23s  |
| |                     |         |                                             |                                           |             |
| 45ème Rallye Automobile de Monte-Carlo 22 a 28 de janeiro de 1977 1º rali do Campeonato Mundial de Rali de 1977 1º rali do FIA Cup for Rally Drivers | 26 Especiais 506 km | 1       | Sandro Munari Silvio Maiga                  | Lancia Stratos HF                         | 6h 36m 13s  |
| 45ème Rallye Automobile de Monte-Carlo 22 a 28 de janeiro de 1977 1º rali do Campeonato Mundial de Rali de 1977 1º rali do FIA Cup for Rally Drivers | 26 Especiais 506 km | 2       | Jean-Claude Andruet Michele Petit ("Biche") | Fiat 131 Abarth                           | 6h 38m 29s  |
| 45ème Rallye Automobile de Monte-Carlo 22 a 28 de janeiro de 1977 1º rali do Campeonato Mundial de Rali de 1977 1º rali do FIA Cup for Rally Drivers | 26 Especiais 506 km | 3       | Antonio Zanini Juan Petisco                 | SEAT 124D Especial 1800                   | 6h 47m 07s  |
| |                     |         |                                             |                                           |             |
| 46ème Rallye Automobile de Monte-Carlo 21 a 28 de janeiro de 1978 1º rali do Campeonato Mundial de Rali de 1978 1º rali do FIA Cup for Rally Drivers | 29 Especiais 570 km | 1       | Jean-Pierre Nicolas Vincent Laverne         | Porsche 911 Carrera                       | 6h 57m 03s  |
| 46ème Rallye Automobile de Monte-Carlo 21 a 28 de janeiro de 1978 1º rali do Campeonato Mundial de Rali de 1978 1º rali do FIA Cup for Rally Drivers | 29 Especiais 570 km | 2       | Jean Ragnotti Jean-Marc Andrié              | Renault 5 Alpine                          | 6h 58m 55s  |
| 46ème Rallye Automobile de Monte-Carlo 21 a 28 de janeiro de 1978 1º rali do Campeonato Mundial de Rali de 1978 1º rali do FIA Cup for Rally Drivers | 29 Especiais 570 km | 3       | Guy Fréquelin Jacques Delaval               | Renault 5 Alpine                          | 6h 59m 55s  |
| |                     |         |                                             |                                           |             |
| 47ème Rallye Automobile de Monte-Carlo 20 a 26 de janeiro de 1979 1º rali do Campeonato Mundial de Rali de 1979                                      | 30 Especiais 619 km | 1       | Bernard Darniche Alain Mahé                 | Team Chardonnet Lancia Stratos HF         | 8h 13m 38s  |
| 47ème Rallye Automobile de Monte-Carlo 20 a 26 de janeiro de 1979 1º rali do Campeonato Mundial de Rali de 1979                                      | 30 Especiais 619 km | 2       | Björn Waldegård Hans Thorszelius            | Ford Motor Company Ford Escort RS1800     | 8h 13m 44s  |
| 47ème Rallye Automobile de Monte-Carlo 20 a 26 de janeiro de 1979 1º rali do Campeonato Mundial de Rali de 1979                                      | 30 Especiais 619 km | 3       | Markku Alén Ilkka Kivimäki                  | Alitalia Fiat Fiat 131 Abarth             | 8h 17m 47s  |
| |                     |         |                                             |                                           |             |
| 48ème Rallye Automobile de Monte-Carlo 19 a 25 de janeiro de 1980 1º rali do Campeonato Mundial de Rali de 1980                                      | 30 Especiais 601 km | 1       | Walter Röhrl Christian Geistdörfer          | Fiat Italia Fiat 131 Abarth               | 8h 42m 20s  |
| 48ème Rallye Automobile de Monte-Carlo 19 a 25 de janeiro de 1980 1º rali do Campeonato Mundial de Rali de 1980                                      | 30 Especiais 601 km | 2       | Bernard Darniche Alain Mahé                 | Team Chardonnet Lancia Stratos HF         | 8h 52m 58s  |
| 48ème Rallye Automobile de Monte-Carlo 19 a 25 de janeiro de 1980 1º rali do Campeonato Mundial de Rali de 1980                                      | 30 Especiais 601 km | 3       | Björn Waldegård Hans Thorszelius            | Fiat Italia Fiat 131 Abarth               | 8h 53m 48s  |
| |                     |         |                                             |                                           |             |
| 49ème Rallye Automobile de Monte-Carlo 24 a 30 de janeiro de 1981 1º rali do Campeonato Mundial de Rali de 1981                                      | 32 Especiais 757 km | 1       | Jean Ragnotti Jean-Marc Andrié              | Renault Elf Renault 5 Turbo               | 9h 55m 55s  |
| 49ème Rallye Automobile de Monte-Carlo 24 a 30 de janeiro de 1981 1º rali do Campeonato Mundial de Rali de 1981                                      | 32 Especiais 757 km | 2       | Guy Fréquelin Jean Todt                     | Talbot Talbot Sunbeam Lotus               | 9h 58m 49s  |
| 49ème Rallye Automobile de Monte-Carlo 24 a 30 de janeiro de 1981 1º rali do Campeonato Mundial de Rali de 1981                                      | 32 Especiais 757 km | 3       | Jochi Kleint Gunter Wanger                  | Opel Euro Händler Opel Ascona 400         | 10h 2m 54s  |
| |                     |         |                                             |                                           |             |
| 50ème Rallye Automobile de Monte-Carlo 16 a 22 de janeiro de 1982 1º rali do Campeonato Mundial de Rali de 1982                                      | 32 Especiais 753 km | 1       | Walter Röhrl Christian Geistdörfer          | Rothmans Opel Rally Team Opel Ascona 400  | 8h 20m 33s  |
| 50ème Rallye Automobile de Monte-Carlo 16 a 22 de janeiro de 1982 1º rali do Campeonato Mundial de Rali de 1982                                      | 32 Especiais 753 km | 2       | Hannu Mikkola Arne Hertz                    | Audi Sport Audi Quattro                   | 8h 24m 22s  |
| 50ème Rallye Automobile de Monte-Carlo 16 a 22 de janeiro de 1982 1º rali do Campeonato Mundial de Rali de 1982                                      | 32 Especiais 753 km | 3       | Jean-Luc Thérier Michel Vial                | Esso Porsche 911SC                        | 8h 32m 38s  |
| |                     |         |                                             |                                           |             |
| 51ème Rallye Automobile de Monte-Carlo 22 a 29 de janeiro de 1983 1º rali do Campeonato Mundial de Rali de 1983                                      | 30 Especiais 709 km | 1       | Walter Röhrl Christian Geistdorfer          | Martini Racing Lancia Rally 037           | 7h 58m 57s  |
| 51ème Rallye Automobile de Monte-Carlo 22 a 29 de janeiro de 1983 1º rali do Campeonato Mundial de Rali de 1983                                      | 30 Especiais 709 km | 2       | Markku Alén Ilkka Kivimäki                  | Martini Racing Lancia Rally 037           | 8h 5m 59s   |
| 51ème Rallye Automobile de Monte-Carlo 22 a 29 de janeiro de 1983 1º rali do Campeonato Mundial de Rali de 1983                                      | 30 Especiais 709 km | 3       | Stig Blomqvist Björn Cederberg              | Audi Sport Audi Quattro A1                | 8h 10m 15s  |
| |                     |         |                                             |                                           |             |
| 52ème Rallye Automobile de Monte-Carlo 21 a 27 de janeiro de 1984 1º rali do Campeonato Mundial de Rali de 1984                                      | 30 Especiais 722 km | 1       | Walter Röhrl Christian Geistdorfer          | Audi Sport Audi Quattro A2                | 8h 52m 29s  |
| 52ème Rallye Automobile de Monte-Carlo 21 a 27 de janeiro de 1984 1º rali do Campeonato Mundial de Rali de 1984                                      | 30 Especiais 722 km | 2       | Stig Blomqvist Björn Cederberg              | Audi Sport Audi Quattro A2                | 8h 53m 53s  |
| 52ème Rallye Automobile de Monte-Carlo 21 a 27 de janeiro de 1984 1º rali do Campeonato Mundial de Rali de 1984                                      | 30 Especiais 722 km | 3       | Hanny Mikkola Arne Hertz                    | Audi Sport Audi Quattro A2                | 9h 5m 9s    |
| |                     |         |                                             |                                           |             |
| 53ème Rallye Automobile de Monte-Carlo 26 de janeiro a 1 de fevereiro de 1985 1º rali do Campeonato Mundial de Rali de 1985                          | 34 Especiais 852 km | 1       | Ari Vatanen Terry Harryman                  | Peugeot Talbot Sport Peugeot 205 Turbo 16 | 10h 20m 49s |
| 53ème Rallye Automobile de Monte-Carlo 26 de janeiro a 1 de fevereiro de 1985 1º rali do Campeonato Mundial de Rali de 1985                          | 34 Especiais 852 km | 2       | Walter Röhrl Christian Geistdorfer          | Audi Sport Audi Sport Quattro             | 10h 26m 06s |
| 53ème Rallye Automobile de Monte-Carlo 26 de janeiro a 1 de fevereiro de 1985 1º rali do Campeonato Mundial de Rali de 1985                          | 34 Especiais 852 km | 3       | Timo Salonen Seppo Harjanne                 | Peugeot Talbot Sport Peugeot 205 Turbo 16 | 10h 30m 54s |
| |                     |         |                                             |                                           |             |

### 1986-1999
| Nome do rali | Especiais           | Pódio      | Pódio                                        | Pódio                                                 | Pódio            |
| Nome do rali | Especiais           | Rankinging | Piloto Co-piloto                             | Equipe Carro                                          | Tempo            |
| --- | ------------------- | ---------- | -------------------------------------------- | ----------------------------------------------------- | ---------------- |
| 54ème Rallye Automobile de Monte-Carlo 18 a 24 de janeiro de 1986 1º rali do Campeonato Mundial de Rali de 1986                                                             | 36 Especiais 867 km | 1          | Henri Toivonen Sergio Cresto                 | Martini Lancia Lancia Delta S4                        | 10h: 11 m: 24 s  |
| 54ème Rallye Automobile de Monte-Carlo 18 a 24 de janeiro de 1986 1º rali do Campeonato Mundial de Rali de 1986                                                             | 36 Especiais 867 km | 2          | Timo Salonen Seppo Harjanne                  | Peugeot Talbot Sport Peugeot 206 Turbo 16 E2          | 10h: 15 m: 28 s  |
| 54ème Rallye Automobile de Monte-Carlo 18 a 24 de janeiro de 1986 1º rali do Campeonato Mundial de Rali de 1986                                                             | 36 Especiais 867 km | 3          | Hannu Mikkola Arne Hertz                     | Audi Sport Audi Sport Quattro E2                      | 10h: 18 m: 46 s  |
| |                     |            |                                              |                                                       |                  |
| 55ème Rallye Automobile de Monte-Carlo 17 a 22 de janeiro de 1987 1º rali do Campeonato Mundial de Rali de 1987                                                             | 26 Especiais 572 km | 1          | Miki Biasion Tiziano Siviero                 | Martini Lancia Lancia Delta HF 4WD                    | 7h: 39 m: 50 s   |
| 55ème Rallye Automobile de Monte-Carlo 17 a 22 de janeiro de 1987 1º rali do Campeonato Mundial de Rali de 1987                                                             | 26 Especiais 572 km | 2          | Juha Kankkunen Juha Piironen                 | Martini Lancia Lancia Delta HF 4WD                    | 7h: 40 m: 49 s   |
| 55ème Rallye Automobile de Monte-Carlo 17 a 22 de janeiro de 1987 1º rali do Campeonato Mundial de Rali de 1987                                                             | 26 Especiais 572 km | 3          | Walter Röhrl Christian Geistdorfer           | Audi Sport Audi 200 Quattro                           | 7h: 44 m: 0 s    |
| |                     |            |                                              |                                                       |                  |
| 56ème Rallye Automobile de Monte-Carlo 16 a 21 de janeiro de 1988 1º rali do Campeonato Mundial de Rali de 1988                                                             | 26 Especiais 624 km | 1          | Bruno Saby Jean-Franþois Fauchille           | Martini Lancia Lancia Delta HF 4WD                    | 7h: 19 m: 11 s   |
| 56ème Rallye Automobile de Monte-Carlo 16 a 21 de janeiro de 1988 1º rali do Campeonato Mundial de Rali de 1988                                                             | 26 Especiais 624 km | 2          | Alex Fiorio Luigi Pirollo                    | Jolly Club Lancia Delta HF 4WD                        | 7h: 30 m: 1 s    |
| 56ème Rallye Automobile de Monte-Carlo 16 a 21 de janeiro de 1988 1º rali do Campeonato Mundial de Rali de 1988                                                             | 26 Especiais 624 km | 3          | Jean-Pierre Ballet Marie-Christine Lallemont | Carro privado Peugeot 205 GTI                         | 7h: 42 m: 46 s   |
| |                     |            |                                              |                                                       |                  |
| 57ème Rallye Automobile de Monte-Carlo 21 a 26 de janeiro de 1989 Round 2 of the Campeonato Mundial de Rali de 1989                                                         | 24 Especiais 613 km | 1          | Massimo Biasion Tiziano Siviero              | Martini Lancia Lancia Delta HF Integrale              | 7h: 13 m: 27 s   |
| 57ème Rallye Automobile de Monte-Carlo 21 a 26 de janeiro de 1989 Round 2 of the Campeonato Mundial de Rali de 1989                                                         | 24 Especiais 613 km | 2          | Didier Auriol Bernard Occelli                | Martini Lancia Lancia Delta HF Integrale              | 7h: 19 m: 54 s   |
| 57ème Rallye Automobile de Monte-Carlo 21 a 26 de janeiro de 1989 Round 2 of the Campeonato Mundial de Rali de 1989                                                         | 24 Especiais 613 km | 3          | Bruno Saby Jean-Franþois Fauchille           | Martini Lancia Lancia Delta HF Integrale              | 7h: 21 m: 8 s    |
| |                     |            |                                              |                                                       |                  |
| 58ème Rallye Automobile de Monte-Carlo 19 a 25 de janeiro de 1990 1º rali do Campeonato Mundial de Rali de 1990                                                             | 20 Especiais 556 km | 1          | Didier Auriol Bernard Occelli                | Martini Lancia Lancia Delta Integrale 16V             | 5h: 56 m: 52 s   |
| 58ème Rallye Automobile de Monte-Carlo 19 a 25 de janeiro de 1990 1º rali do Campeonato Mundial de Rali de 1990                                                             | 20 Especiais 556 km | 2          | Carlos Sainz Luis Moya                       | Toyota Team Europe Toyota Celica GT-Four              | 5h: 57 m: 44 s   |
| 58ème Rallye Automobile de Monte-Carlo 19 a 25 de janeiro de 1990 1º rali do Campeonato Mundial de Rali de 1990                                                             | 20 Especiais 556 km | 3          | Massimo Biasion Tiziano Siviero              | Martini Lancia Lancia Delta Integrale 16V             | 6h: 0 m: 31 s    |
| |                     |            |                                              |                                                       |                  |
| 59ème Rallye Automobile de Monte-Carlo 24 a 30 de janeiro de 1991 1º rali do Campeonato Mundial de Rali de 1991                                                             | 27 Especiais 626 km | 1          | Carlos Sainz Luis Moya                       | Toyota Team Europe Toyota Celica GT-Four              | 6h: 57 m: 21 s   |
| 59ème Rallye Automobile de Monte-Carlo 24 a 30 de janeiro de 1991 1º rali do Campeonato Mundial de Rali de 1991                                                             | 27 Especiais 626 km | 2          | Massimo Biasion Tiziano Siviero              | Martini Lancia Lancia Delta Integrale 16V             | 7h: 2 m: 20 s    |
| 59ème Rallye Automobile de Monte-Carlo 24 a 30 de janeiro de 1991 1º rali do Campeonato Mundial de Rali de 1991                                                             | 27 Especiais 626 km | 3          | François Delecour Anne-Chantal Pauwels       | Q8 Team Ford Ford Sierra RS Cosworth 4x4              | 7h: 2 m: 33 s    |
| |                     |            |                                              |                                                       |                  |
| 60ème Rallye Automobile de Monte-Carlo 23 a 28 de janeiro de 1992 1º rali do Campeonato Mundial de Rali de 1992                                                             | 26 Especiais 606 km | 1          | Didier Auriol Bernard Occelli                | Martini Racing Lancia Delta HF Integrale              | 6h: 54 m: 20 s   |
| 60ème Rallye Automobile de Monte-Carlo 23 a 28 de janeiro de 1992 1º rali do Campeonato Mundial de Rali de 1992                                                             | 26 Especiais 606 km | 2          | Carlos Sainz Luis Moya                       | Toyota Team Europe Toyota Celica Turbo 4WD            | 6h: 56 m: 25 s   |
| 60ème Rallye Automobile de Monte-Carlo 23 a 28 de janeiro de 1992 1º rali do Campeonato Mundial de Rali de 1992                                                             | 26 Especiais 606 km | 3          | Juha Kankkunen Juha Piironen                 | Martini Racing Lancia Delta HF Integrale              | 6h: 57 m: 17 s   |
| |                     |            |                                              |                                                       |                  |
| 61ème Rallye Automobile de Monte-Carlo 21 a 27 de janeiro de 1993 1º rali do Campeonato Mundial de Rali de 1993                                                             | 22 Especiais 594 km | 1          | Didier Auriol Bernard Occelli                | Toyota Castrol Team Toyota Celica Turbo 4WD           | 6h: 13 m: 43 s   |
| 61ème Rallye Automobile de Monte-Carlo 21 a 27 de janeiro de 1993 1º rali do Campeonato Mundial de Rali de 1993                                                             | 22 Especiais 594 km | 2          | François Delecour Daniel Grataloup           | Ford Motor Company Ford Escort RS Cosworth            | 6h: 13 m: 58 s   |
| 61ème Rallye Automobile de Monte-Carlo 21 a 27 de janeiro de 1993 1º rali do Campeonato Mundial de Rali de 1993                                                             | 22 Especiais 594 km | 3          | Massimo Biasion Tiziano Siviero              | Ford Motor Company Ford Escort RS Cosworth            | 6h: 16 m: 59 s   |
| |                     |            |                                              |                                                       |                  |
| 62ème Rallye Automobile de Monte-Carlo 22 a 27 de janeiro de 1994 1º rali do Campeonato Mundial de Rali de 1994                                                             | 22 Especiais 588 km | 1          | François Delecour Daniel Grataloup           | Ford Motor Company Ford Escort RS Cosworth            | 6h: 12 m: 20 s   |
| 62ème Rallye Automobile de Monte-Carlo 22 a 27 de janeiro de 1994 1º rali do Campeonato Mundial de Rali de 1994                                                             | 22 Especiais 588 km | 2          | Juha Kankkunen Nicky Grist                   | Toyota Castrol Team Toyota Celica Turbo 4WD           | 6h: 13 m: 25 s   |
| 62ème Rallye Automobile de Monte-Carlo 22 a 27 de janeiro de 1994 1º rali do Campeonato Mundial de Rali de 1994                                                             | 22 Especiais 588 km | 3          | Carlos Sainz Luis Moya                       | 555 Subaru World Rally Team Subaru Impreza 555        | 6h: 14 m: 7 s    |
| |                     |            |                                              |                                                       |                  |
| 63ème Rallye Automobile de Monte-Carlo 22 a 26 de janeiro de 1995 1º rali do Campeonato Mundial de Rali de 1995 1º rali do FIA 2-Litre World Championship for Manufacturers | 21 Especiais 547 km | 1          | Carlos Sainz Luis Moya                       | 555 Subaru World Rally Team Subaru Impreza 555        | 6h: 32 m: 31 s   |
| 63ème Rallye Automobile de Monte-Carlo 22 a 26 de janeiro de 1995 1º rali do Campeonato Mundial de Rali de 1995 1º rali do FIA 2-Litre World Championship for Manufacturers | 21 Especiais 547 km | 2          | François Delecour Catherine Francois         | RAS Ford Ford Escort RS Cosworth                      | 6h: 34 m: 56 s   |
| 63ème Rallye Automobile de Monte-Carlo 22 a 26 de janeiro de 1995 1º rali do Campeonato Mundial de Rali de 1995 1º rali do FIA 2-Litre World Championship for Manufacturers | 21 Especiais 547 km | 3          | Juha Kankkunen Nicky Grist                   | Toyota Team Europe Toyota Celica GT-Four              | 6h: 36 m: 28 s   |
| |                     |            |                                              |                                                       |                  |
| 64ème Rallye Automobile de Monte-Carlo 20 a 25 de janeiro de 1996 1º rali do FIA 2-Litre World Championship for Manufacturers, no Campeonato Mundial de Rali de 1996        | 21 Especiais 427 km | 1          | Patrick Bernardini Bernard Occelli           | Alliance Yacco Ford Ford Escort RS Cosworth           | 5h: 24 m: 40 s   |
| 64ème Rallye Automobile de Monte-Carlo 20 a 25 de janeiro de 1996 1º rali do FIA 2-Litre World Championship for Manufacturers, no Campeonato Mundial de Rali de 1996        | 21 Especiais 427 km | 2          | François Delecour Hervé Sauvage              | Peugeot Sport Peugeot 306 Maxi                        | 5h: 28 m: 24 s   |
| 64ème Rallye Automobile de Monte-Carlo 20 a 25 de janeiro de 1996 1º rali do FIA 2-Litre World Championship for Manufacturers, no Campeonato Mundial de Rali de 1996        | 21 Especiais 427 km | 3          | Armin Schwarz Klaus Wicha                    | H. F. Grifone Toyota Celica GT-Four                   | 5h: 31 m: 52 s   |
| |                     |            |                                              |                                                       |                  |
| 65ème Rallye Automobile de Monte-Carlo 19 a 27 de janeiro de 1997 1º rali do Campeonato Mundial de Rali de 1997                                                             | 18 Especiais 410 km | 1          | Piero Liatti Fabrizia Pons                   | 555 Subaru World Rally Team Subaru Impreza WRC97      | 4h: 26 m: 58 s   |
| 65ème Rallye Automobile de Monte-Carlo 19 a 27 de janeiro de 1997 1º rali do Campeonato Mundial de Rali de 1997                                                             | 18 Especiais 410 km | 2          | Carlos Sainz Luis Moya                       | Ford Motor Company Ford Escort WRC                    | 4h: 27 m: 53 s   |
| 65ème Rallye Automobile de Monte-Carlo 19 a 27 de janeiro de 1997 1º rali do Campeonato Mundial de Rali de 1997                                                             | 18 Especiais 410 km | 3          | Tommi Mäkinen Seppo Harjanne                 | Team Mitsubishi Ralliart Mitsubishi Lancer Evo IV     | 4h: 29 m: 29 s   |
| |                     |            |                                              |                                                       |                  |
| 66ème Rallye Automobile de Monte-Carlo 19 a 21 de janeiro de 1998 1º rali do Campeonato Mundial de Rali de 1998                                                             | 18 Especiais 359 km | 1          | Carlos Sainz Luis Moya                       | Toyota Castrol Team Toyota Corolla                    | 4h: 28 m: 0.5 s  |
| 66ème Rallye Automobile de Monte-Carlo 19 a 21 de janeiro de 1998 1º rali do Campeonato Mundial de Rali de 1998                                                             | 18 Especiais 359 km | 2          | Juha Kankkunen Juha Repo                     | Ford Motor Company Ford Escort WRC                    | 4h: 28 m: 41.3 s |
| 66ème Rallye Automobile de Monte-Carlo 19 a 21 de janeiro de 1998 1º rali do Campeonato Mundial de Rali de 1998                                                             | 18 Especiais 359 km | 3          | Colin McRae Nicky Grist                      | 555 Subaru World Rally Team Subaru Impreza WRC        | 4h: 29 m: 1.5 s  |
| |                     |            |                                              |                                                       |                  |
| 67ème Rallye Automobile de Monte-Carlo 17 a 20 de janeiro de 1999 1º rali do Campeonato Mundial de Rali de 1999                                                             | 14 Especiais 425 km | 1          | Tommi Mäkinen Risto Mannisenmäki             | Marlboro Mitsubishi Ralliart Mitsubishi Lancer Evo VI | 5h: 16 m: 50.6 s |
| 67ème Rallye Automobile de Monte-Carlo 17 a 20 de janeiro de 1999 1º rali do Campeonato Mundial de Rali de 1999                                                             | 14 Especiais 425 km | 2          | Juha Kankkunen Juha Repo                     | Subaru World Rally Team Subaru Impreza WRC            | 5h: 18 m: 35.3 s |
| 67ème Rallye Automobile de Monte-Carlo 17 a 20 de janeiro de 1999 1º rali do Campeonato Mundial de Rali de 1999                                                             | 14 Especiais 425 km | 3          | Colin McRae Nicky Grist                      | Ford Motor Company Ford Focus WRC                     | 5h: 20 m: 7.4 s  |
| |                     |            |                                              |                                                       |                  |

### 2000-2009
| Nome do rali | Especiais              | Pódio   | Pódio                                    | Pódio                                                   | Pódio             |
| Nome do rali | Especiais              | Ranking | Piloto Co-piloto                         | Equipe Carro                                            | Tempo             |
| --- | ---------------------- | ------- | ---------------------------------------- | ------------------------------------------------------- | ----------------- |
| 68ème Rallye Automobile de Monte-Carlo 21 a 23 de janeiro de 2000 1º rali do Campeonato Mundial de Rali de 2000 | 15 Especiais 413 km    | 1       | Tommi Mäkinen Risto Mannisenmäki         | Marlboro Mitsubishi Ralliart Mitsubishi Lancer Evo VI   | 4h: 23 m: 35.8 s  |
| 68ème Rallye Automobile de Monte-Carlo 21 a 23 de janeiro de 2000 1º rali do Campeonato Mundial de Rali de 2000 | 15 Especiais 413 km    | 2       | Carlos Sainz Luis Moya                   | Ford Motor Company Ford Focus WRC                       | 4h: 25 m: 0.7 s   |
| 68ème Rallye Automobile de Monte-Carlo 21 a 23 de janeiro de 2000 1º rali do Campeonato Mundial de Rali de 2000 | 15 Especiais 413 km    | 3       | Juha Kankkunen Juha Repo                 | Subaru World Rally Team Subaru Impreza WRC              | 4h: 26 m: 57.2 s  |
| |                        |         |                                          |                                                         |                   |
| 69ème Rallye Automobile de Monte-Carlo 19 a 21 de janeiro de 2001 1º rali do Campeonato Mundial de Rali de 2001 | 15 Especiais 392 km    | 1       | Tommi Mäkinen Risto Mannisenmäki         | Marlboro Mitsubishi Ralliart Mitsubishi Lancer Evo VI   | 4h: 38 m: 4.3 s   |
| 69ème Rallye Automobile de Monte-Carlo 19 a 21 de janeiro de 2001 1º rali do Campeonato Mundial de Rali de 2001 | 15 Especiais 392 km    | 2       | Carlos Sainz Luis Moya                   | Ford Motor Company Ford Focus RS WRC 01                 | 4h: 39 m: 5.1 s   |
| 69ème Rallye Automobile de Monte-Carlo 19 a 21 de janeiro de 2001 1º rali do Campeonato Mundial de Rali de 2001 | 15 Especiais 392 km    | 3       | François Delecour Daniel Gratloup        | Ford Motor Company Ford Focus RS WRC 01                 | 4h: 40 m: 9.6 s   |
| |                        |         |                                          |                                                         |                   |
| 70ème Rallye Automobile de Monte-Carlo 18 a 20 de janeiro de 2002 1º rali do Campeonato Mundial de Rali de 2002 | 15 Especiais 397 km    | 1       | Tommi Mäkinen Kaj Lindstrom              | Subaru World Rally Team Subaru Impreza WRC              | 3h: 59 m: 30.7 s  |
| 70ème Rallye Automobile de Monte-Carlo 18 a 20 de janeiro de 2002 1º rali do Campeonato Mundial de Rali de 2002 | 15 Especiais 397 km    | 2       | Sébastien Loeb Daniel Elena              | Automobiles Citroën Citroën Xsara WRC                   | 4h: 0 m: 44.8 s   |
| 70ème Rallye Automobile de Monte-Carlo 18 a 20 de janeiro de 2002 1º rali do Campeonato Mundial de Rali de 2002 | 15 Especiais 397 km    | 3       | Carlos Sainz Luis Moya                   | Ford Motor Company Ford Focus RS WRC 02                 | 4h: 0 m: 46.4 s   |
| |                        |         |                                          |                                                         |                   |
| 71ème Rallye Automobile de Monte-Carlo 23 a 26 de janeiro de 2003 1º rali do Campeonato Mundial de Rali de 2003 | 14 Especiais 415 km    | 1       | Sébastien Loeb Daniel Elena              | Citroën Total Citroën Xsara WRC                         | 4h: 29 m: 11.4 s  |
| 71ème Rallye Automobile de Monte-Carlo 23 a 26 de janeiro de 2003 1º rali do Campeonato Mundial de Rali de 2003 | 14 Especiais 415 km    | 2       | Colin McRae Derek Ringer                 | Citroën Total Citroën Xsara WRC                         | 4h: 29 m: 49.5 s  |
| 71ème Rallye Automobile de Monte-Carlo 23 a 26 de janeiro de 2003 1º rali do Campeonato Mundial de Rali de 2003 | 14 Especiais 415 km    | 3       | Carlos Sainz Marc Marti                  | Citroën Total Citroën Xsara WRC                         | 4h: 30 m: 3.6 s   |
| |                        |         |                                          |                                                         |                   |
| 72.º Rali de Monte-Carlo 23 a 25 de janeiro de 2004 1º rali do Campeonato Mundial de Rali de 2004               | 15 Especiais 389 km    | 1       | Sébastien Loeb Daniel Elena              | Citroën Total Citroën Xsara WRC                         | 4h: 12 m: 3.0 s   |
| 72.º Rali de Monte-Carlo 23 a 25 de janeiro de 2004 1º rali do Campeonato Mundial de Rali de 2004               | 15 Especiais 389 km    | 2       | Markko Märtin Michael Park               | Ford Motor Company Ford Focus RS WRC 03                 | 4h: 13 m: 15.6 s  |
| 72.º Rali de Monte-Carlo 23 a 25 de janeiro de 2004 1º rali do Campeonato Mundial de Rali de 2004               | 15 Especiais 389 km    | 3       | François Duval Stéphane Prevot           | Ford Motor Company Ford Focus RS WRC 03                 | 4h: 13 m: 22.6 s  |
| |                        |         |                                          |                                                         |                   |
| 73.º Rali de Monte-Carlo 21 a 23 de janeiro de 2005 1º rali do Campeonato Mundial de Rali de 2005               | 15 Especiais 353 km    | 1       | Sébastien Loeb Daniel Elena              | Citroën Total Citroën Xsara WRC                         | 4h: 13 m: 5.6 s   |
| 73.º Rali de Monte-Carlo 21 a 23 de janeiro de 2005 1º rali do Campeonato Mundial de Rali de 2005               | 15 Especiais 353 km    | 2       | Toni Gardemeister Jakke Honkanen         | BP Ford World Rally Team Ford Focus RS WRC 04           | 4h: 16 m: 3.9 s   |
| 73.º Rali de Monte-Carlo 21 a 23 de janeiro de 2005 1º rali do Campeonato Mundial de Rali de 2005               | 15 Especiais 353 km    | 3       | Gilles Panizzi Hervé Panizzi             | Mitsubishi Motorsports Mitsubishi Lancer WRC 05         | 4h: 16 m: 45.7 s  |
| |                        |         |                                          |                                                         |                   |
| 74ème Rallye Automobile de Monte-Carlo 19 a 22 de janeiro de 2006 1º rali do Campeonato Mundial de Rali de 2006 | 18 Especiais 366 km    | 1       | Marcus Grönholm Timo Rautiainen          | BP Ford World Rally Team Ford Focus RS WRC 06           | 4h: 11 m: 43.9 ss |
| 74ème Rallye Automobile de Monte-Carlo 19 a 22 de janeiro de 2006 1º rali do Campeonato Mundial de Rali de 2006 | 18 Especiais 366 km    | 2       | Sébastien Loeb Daniel Elena              | Kronos Total Citroën World Rally Team Citroën Xsara WRC | 4h: 12 m: 45.7 s  |
| 74ème Rallye Automobile de Monte-Carlo 19 a 22 de janeiro de 2006 1º rali do Campeonato Mundial de Rali de 2006 | 18 Especiais 366 km    | 3       | Toni Gardemeister Jakke Honkanen         | Astra Racing Peugeot 307 WRC                            | 4h: 13 m: 7.0 s   |
| |                        |         |                                          |                                                         |                   |
| 75ème Rallye Automobile de Monte-Carlo 18 a 21 de janeiro de 2007 1º rali do Campeonato Mundial de Rali de 2007 | 15 Especiais 329 km    | 1       | Sébastien Loeb Daniel Elena              | Citroën Total Citroën C4 WRC                            | 3h: 10 m: 27.4 s  |
| 75ème Rallye Automobile de Monte-Carlo 18 a 21 de janeiro de 2007 1º rali do Campeonato Mundial de Rali de 2007 | 15 Especiais 329 km    | 2       | Dani Sordo Marc Marti                    | Citroën Total Citroën C4 WRC                            | 3h: 11 m: 5.6 s   |
| 75ème Rallye Automobile de Monte-Carlo 18 a 21 de janeiro de 2007 1º rali do Campeonato Mundial de Rali de 2007 | 15 Especiais 329 km    | 3       | Marcus Grönholm Timo Rautiainen          | BP Ford World Rally Team Ford Focus RS WRC 06           | 3h: 11 m: 50.2 s  |
| |                        |         |                                          |                                                         |                   |
| 76ème Rallye Automobile de Monte-Carlo 24 a 27 de janeiro de 2008 1º rali do Campeonato Mundial de Rali de 2008 | 19 Especiais 365.09 km | 1       | Sébastien Loeb Daniel Elena              | Citroën Total Citroën C4 WRC                            | 3h: 39 m: 17.0 s  |
| 76ème Rallye Automobile de Monte-Carlo 24 a 27 de janeiro de 2008 1º rali do Campeonato Mundial de Rali de 2008 | 19 Especiais 365.09 km | 2       | Mikko Hirvonen Jarmo Lehtinen            | BP Ford World Rally Team Ford Focus RS WRC 07           | 3h: 41 m: 51.4 s  |
| 76ème Rallye Automobile de Monte-Carlo 24 a 27 de janeiro de 2008 1º rali do Campeonato Mundial de Rali de 2008 | 19 Especiais 365.09 km | 3       | Chris Atkinson Stephane Prevot           | Subaru World Rally Team Subaru Impreza WRC 07           | 3h: 42 m: 15.6 s  |
| |                        |         |                                          |                                                         |                   |
| 77ème Rallye Automobile de Monte-Carlo 21 a 24 de janeiro de 2009 1º rali do Intercontinental Rally Challenge   | 14 Especiais 362.25 km | 1       | Sébastien Ogier Julien Ingrassia         | BF Goodrich Peugeot 207 S2000                           | 4h: 40 m: 45.7 s  |
| 77ème Rallye Automobile de Monte-Carlo 21 a 24 de janeiro de 2009 1º rali do Intercontinental Rally Challenge   | 14 Especiais 362.25 km | 2       | Freddy Loix Isidoor Smets                | Peugeot Team Belux Peugeot 207 S2000                    | 4h: 42 m: 29.3 s  |
| 77ème Rallye Automobile de Monte-Carlo 21 a 24 de janeiro de 2009 1º rali do Intercontinental Rally Challenge   | 14 Especiais 362.25 km | 3       | Stéphane Sarrazin Jacques Julien Renucci | Team Peugeot Total Peugeot 207 S2000                    | 4h: 43 m: 07.3 s  |

### 2010-2019
| Nome do rali                                                                                                  | Especiais                              | Pódio   | Pódio                             | Pódio                                                    | Pódio            |
| Nome do rali                                                                                                  | Especiais                              | Ranking | Piloto Co-piloto                  | Equipa Carro                                             | Tempo            |
| --- | -------------------------------------- | ------- | --------------------------------- | -------------------------------------------------------- | ---------------- |
| 78ème Rallye Automobile de Monte-Carlo 19 a 23 de janeiro de 2010 1º rali do Intercontinental Rally Challenge | 15 Especiais 396.18 km                 | 1       | Mikko Hirvonen Jarmo Lehtinen     | M-Sport Ford Fiesta S2000                                | 4h: 32 m: 58.5 s |
| 78ème Rallye Automobile de Monte-Carlo 19 a 23 de janeiro de 2010 1º rali do Intercontinental Rally Challenge | 15 Especiais 396.18 km                 | 2       | Juho Hänninen Mikko Markkula      | Škoda Motorsport Škoda Fabia S2000                       | 4h: 34 m: 49.9 s |
| 78ème Rallye Automobile de Monte-Carlo 19 a 23 de janeiro de 2010 1º rali do Intercontinental Rally Challenge | 15 Especiais 396.18 km                 | 3       | Nicolas Vouilloz Benjamin Veillas | Škoda Motorsport Škoda Fabia S2000                       | 4h: 36 m: 17.6 s |
| |                                        |         |                                   |                                                          |                  |
| 79ème Rallye Automobile de Monte-Carlo 19 a 22 de janeiro de 2011 1º rali do Intercontinental Rally Challenge | 13 Especiais 337.06 km                 | 1       | Bryan Bouffier Xavier Panseri     | Peugeot Sport Peugeot 207 S2000                          | 3h: 32 m: 55.6 s |
| 79ème Rallye Automobile de Monte-Carlo 19 a 22 de janeiro de 2011 1º rali do Intercontinental Rally Challenge | 13 Especiais 337.06 km                 | 2       | Freddy Loix Frédéric Miclotte     | Škoda Motorsport Škoda Fabia S2000                       | 3h: 33 m: 28.1 s |
| 79ème Rallye Automobile de Monte-Carlo 19 a 22 de janeiro de 2011 1º rali do Intercontinental Rally Challenge | 13 Especiais 337.06 km                 | 3       | Guy Wilks Phil Pugh               | Peugeot UK Peugeot 207 S2000                             | 3h: 34 m: 15.3 s |
| |                                        |         |                                   |                                                          |                  |
| 80ème Rallye Automobile de Monte-Carlo 18 a 22 Janeiro 2012 1º rali do Campeonato Mundial de Rali de 2012     | 17 especiais 433.36 km                 | 1       | Sébastien Loeb Daniel Elena       | Citroën Total World Rally Team Citroën DS3 WRC           | 4h 32m 39.9s     |
| 80ème Rallye Automobile de Monte-Carlo 18 a 22 Janeiro 2012 1º rali do Campeonato Mundial de Rali de 2012     | 17 especiais 433.36 km                 | 2       | Dani Sordo Carlos del Barrio      | Mini WRC Team Mini John Cooper Works WRC                 | 4h 35m 25.4s     |
| 80ème Rallye Automobile de Monte-Carlo 18 a 22 Janeiro 2012 1º rali do Campeonato Mundial de Rali de 2012     | 17 especiais 433.36 km                 | 3       | Petter Solberg Chris Patterson    | Ford World Rally Team Ford Fiesta RS WRC                 | 4h 35m 54.1s     |
| |                                        |         |                                   |                                                          |                  |
| 81ème Rallye Automobile de Monte-Carlo 16 a 19 Janeiro 2013 1º rali do Campeonato Mundial de Rali de 2013     | 18 especiais 478.42 km                 | 1       | Sébastien Loeb Daniel Elena       | Citroën Total Abu Dhabi World Rally Team Citroën DS3 WRC | 5h 18m 57.2s     |
| 81ème Rallye Automobile de Monte-Carlo 16 a 19 Janeiro 2013 1º rali do Campeonato Mundial de Rali de 2013     | 18 especiais 478.42 km                 | 2       | Sébastien Ogier Julien Ingrassia  | Volkswagen Motorsport Volkswagen Polo R WRC              | 5h 20m 37.1s     |
| 81ème Rallye Automobile de Monte-Carlo 16 a 19 Janeiro 2013 1º rali do Campeonato Mundial de Rali de 2013     | 18 especiais 478.42 km                 | 3       | Dani Sordo Carlos del Barrio      | Abu Dhabi Citroën Total World Rally Team Citroën DS3 WRC | 5h 22m 46.2s     |
| |                                        |         |                                   |                                                          |                  |
| 82ème Rallye Automobile de Monte-Carlo 14 a 18 Janeiro 2014 1º rali do Campeonato Mundial de Rali de 2014     | 15 especiais 383.88 km                 | 1       | Sébastien Ogier Julien Ingrassia  | Volkswagen Motorsport Volkswagen Polo R WRC              | 3h 55m 14.4s     |
| 82ème Rallye Automobile de Monte-Carlo 14 a 18 Janeiro 2014 1º rali do Campeonato Mundial de Rali de 2014     | 15 especiais 383.88 km                 | 2       | Bryan Bouffier Xavier Panseri     | M-Sport WRT Ford Fiesta RS WRC                           | 3h 56m 33.3s     |
| 82ème Rallye Automobile de Monte-Carlo 14 a 18 Janeiro 2014 1º rali do Campeonato Mundial de Rali de 2014     | 15 especiais 383.88 km                 | 3       | Kris Meeke Paul Nagle             | Citroën Total Abu Dhabi WRT Citroën DS3 WRC              | 3h 57m 08.7s     |
| |                                        |         |                                   |                                                          |                  |
| 83ème Rallye Automobile de Monte-Carlo 22 a 25 Janeiro 2015 1º rali do Campeonato Mundial de Rali de de 2015  | 15 (14)† especiais 355.48 (335.55)† km | 1       | Sébastien Ogier Julien Ingrassia  | Volkswagen Motorsport Volkswagen Polo R WRC              | 3h 36m 40.2s     |
| 83ème Rallye Automobile de Monte-Carlo 22 a 25 Janeiro 2015 1º rali do Campeonato Mundial de Rali de de 2015  | 15 (14)† especiais 355.48 (335.55)† km | 2       | Jari-Matti Latvala Mikka Anttila  | Volkswagen Motorsport Volkswagen Polo R WRC              | 3h 37m 38.2s     |
| 83ème Rallye Automobile de Monte-Carlo 22 a 25 Janeiro 2015 1º rali do Campeonato Mundial de Rali de de 2015  | 15 (14)† especiais 355.48 (335.55)† km | 3       | Andreas Mikkelsen Ole Floene      | Volkswagen Motorsport II Volkswagen Polo R WRC           | 3h 38m 52.5s     |
| |                                        |         |                                   |                                                          |                  |
| 84ème Rallye Automobile Monte-Carlo 22 a 24 Janeiro 2016 1º rali do Campeonato Mundial de Rali de 2016        | 16 especiais 377.59 km                 | 1       | Sébastien Ogier Julien Ingrassia  | Volkswagen Motorsport Volkswagen Polo R WRC              | 3h 49m 53.1s     |
| 84ème Rallye Automobile Monte-Carlo 22 a 24 Janeiro 2016 1º rali do Campeonato Mundial de Rali de 2016        | 16 especiais 377.59 km                 | 2       | Andreas Mikkelsen Anders Jæger    | Volkswagen Motorsport II Volkswagen Polo R WRC           | 3h 51m 47.6s     |
| 84ème Rallye Automobile Monte-Carlo 22 a 24 Janeiro 2016 1º rali do Campeonato Mundial de Rali de 2016        | 16 especiais 377.59 km                 | 3       | Thierry Neuville Nicolas Gilsoul  | Hyundai Motorsport Hyundai i20 WRC                       | 3h 53m 11.0s     |
| |                                        |         |                                   |                                                          |                  |
| 85ème Rallye Automobile Monte-Carlo 19 a 22 Janeiro 2017 1º rali do Campeonato Mundial de Rali                | 17 (15)† especiais 382.65 (355.90)† km | 1       | Sébastien Ogier Julien Ingrassia  | M-Sport World Rally Team Ford Fiesta WRC                 | 4h 00m 03.6s     |
| 85ème Rallye Automobile Monte-Carlo 19 a 22 Janeiro 2017 1º rali do Campeonato Mundial de Rali                | 17 (15)† especiais 382.65 (355.90)† km | 2       | Jari-Matti Latvala Miikka Anttila | Toyota GAZOO Racing WRC Toyota Yaris WRC                 | 4h 02m 18.6s     |
| 85ème Rallye Automobile Monte-Carlo 19 a 22 Janeiro 2017 1º rali do Campeonato Mundial de Rali                | 17 (15)† especiais 382.65 (355.90)† km | 3       | Ott Tänak Martin Järveoja         | M-Sport World Rally Team Ford Fiesta WRC                 | 4h 03m 01.4s     |
| |                                        |         |                                   |                                                          |                  |
| 86ème Rallye Automobile Monte-Carlo 25 a 28 Janeiro 2018 1º rali de Campeonato Mundial de Rali                | 17 especiais 394.74 km                 | 1       | Sébastien Ogier Julien Ingrassia  | M-Sport World Rally Team Ford Fiesta WRC                 | 4h 18m 55.5s     |
| 86ème Rallye Automobile Monte-Carlo 25 a 28 Janeiro 2018 1º rali de Campeonato Mundial de Rali                | 17 especiais 394.74 km                 | 2       | Ott Tänak Martin Järveoja         | Toyota Gazoo Racing WRT Toyota Yaris WRC                 | 4h 19m 53.8s     |
| 86ème Rallye Automobile Monte-Carlo 25 a 28 Janeiro 2018 1º rali de Campeonato Mundial de Rali                | 17 especiais 394.74 km                 | 3       | Jari-Matti Latvala Miikka Anttila | Toyota Gazoo Racing WRT Toyota Yaris WRC                 | 4h 20m 47.5s     |
| |                                        |         |                                   |                                                          |                  |
| 87ème Rallye Automobile Monte-Carlo 24 a 27 Janeiro 2019 1º rali do Campeonato Mundial de Rali de 2019        | 16 (15)† especiais 323.83 (303.79)† km | 1       | Sébastien Ogier Julien Ingrassia  | Citroën Total WRT Citroën C3 WRC                         | 3h 21m 15.9s     |
| 87ème Rallye Automobile Monte-Carlo 24 a 27 Janeiro 2019 1º rali do Campeonato Mundial de Rali de 2019        | 16 (15)† especiais 323.83 (303.79)† km | 2       | Thierry Neuville Nicolas Gilsoul  | Hyundai Shell Mobis WRT Hyundai i20 Coupe WRC            | 3h 21m 18.1s     |
| 87ème Rallye Automobile Monte-Carlo 24 a 27 Janeiro 2019 1º rali do Campeonato Mundial de Rali de 2019        | 16 (15)† especiais 323.83 (303.79)† km | 3       | Ott Tänak Martin Järveoja         | Toyota Gazoo Racing WRT Toyota Yaris WRC                 | 3h 23m 31.1s     |

### 2020-
| Nome do rali                                                                                      | Especiais                              | Pódio   | Pódio                             | Pódio                                          | Pódio        |
| Nome do rali                                                                                      | Especiais                              | Ranking | Piloto Co-piloto                  | Equipa Carro                                   | Tempo        |
| ------------------------------------------------------------------------------------------------- | -------------------------------------- | ------- | --------------------------------- | ---------------------------------------------- | ------------ |
| 88ème Rallye Automobile Monte-Carlo 23 a 26 Janeiro 2020 1º rali do Campeonato Mundial de 2020    | 16 especiais 304.28 km                 | 1       | Thierry Neuville Nicolas Gilsoul  | Hyundai Shell Mobis WRT Hyundai i20 Coupe WRC  | 3h 10m 57.6s |
| 88ème Rallye Automobile Monte-Carlo 23 a 26 Janeiro 2020 1º rali do Campeonato Mundial de 2020    | 16 especiais 304.28 km                 | 2       | Sébastien Ogier Julien Ingrassia  | Toyota Gazoo Racing WRT Toyota Yaris WRC       | 3h 11m 10.2s |
| 88ème Rallye Automobile Monte-Carlo 23 a 26 Janeiro 2020 1º rali do Campeonato Mundial de 2020    | 16 especiais 304.28 km                 | 3       | Elfyn Evans Scott Martin          | Toyota Gazoo Racing WRT Toyota Yaris WRC       | 3h 11m 11.9s |
|                                                                                                   |                                        |         |                                   |                                                |              |
| 89ème Rallye Automobile Monte-Carlo 21 a 24 Janeiro 2021 1º rali do Campeonato do Mundo de 2021   | 14 especiais 257.64 km                 | 1       | Sébastien Ogier Julien Ingrassia  | Toyota Gazoo Racing WRT Toyota Yaris WRC       | 2h 56m 33.7s |
| 89ème Rallye Automobile Monte-Carlo 21 a 24 Janeiro 2021 1º rali do Campeonato do Mundo de 2021   | 14 especiais 257.64 km                 | 2       | Elfyn Evans Scott Martin          | Toyota Gazoo Racing WRT Toyota Yaris WRC       | 2h 57m 06.3s |
| 89ème Rallye Automobile Monte-Carlo 21 a 24 Janeiro 2021 1º rali do Campeonato do Mundo de 2021   | 14 especiais 257.64 km                 | 3       | Thierry Neuville Martijn Wydaeghe | Hyundai Shell Mobis WRT Hyundai i20 Coupe WRC  | 2h 57m 47.2s |
|                                                                                                   |                                        |         |                                   |                                                |              |
| 90ème Rallye Automobile Monte-Carlo 20 a 23 Janeiro 2022 1º rali do Campeonato Mundial de 2022    | 17 especiais 296.03 km                 | 1       | Sébastien Loeb Isabelle Galmiche  | M-Sport Ford WRT Ford Puma Rally1              | 3h 00m 32.8s |
| 90ème Rallye Automobile Monte-Carlo 20 a 23 Janeiro 2022 1º rali do Campeonato Mundial de 2022    | 17 especiais 296.03 km                 | 2       | Sébastien Ogier Benjamin Veillas  | Toyota Gazoo Racing WRT Toyota GR Yaris Rally1 | 3h 00m 43.3s |
| 90ème Rallye Automobile Monte-Carlo 20 a 23 Janeiro 2022 1º rali do Campeonato Mundial de 2022    | 17 especiais 296.03 km                 | 3       | Craig Breen Paul Nagle            | M-Sport Ford WRT Ford Puma Rally1              | 3h 02m 12.6s |
|                                                                                                   |                                        |         |                                   |                                                |              |
| 91ème Rallye Automobile Monte-Carlo 19 a 22 Janeiro 2023 1º rali do Campeonato Mundial de 2023    | 18 especiais 325.02 km                 | 1       | Sébastien Ogier Vincent Landais   | Toyota Gazoo Racing WRT Toyota GR Yaris Rally1 | 3h 12m 02.0s |
| 91ème Rallye Automobile Monte-Carlo 19 a 22 Janeiro 2023 1º rali do Campeonato Mundial de 2023    | 18 especiais 325.02 km                 | 2       | Kalle Rovanperä Jonne Halttunen   | Toyota Gazoo Racing WRT Toyota GR Yaris Rally1 | 3h 12m 20.8s |
| 91ème Rallye Automobile Monte-Carlo 19 a 22 Janeiro 2023 1º rali do Campeonato Mundial de 2023    | 18 especiais 325.02 km                 | 3       | Thierry Neuville Martijn Wydaeghe | Hyundai Shell Mobis WRT Hyundai i20 N Rally1   | 3h 12m 46.6s |
|                                                                                                   |                                        |         |                                   |                                                |              |
| 92ème Rallye Automobile Monte-Carlo 25 a 28 de janeiro 2024 1º rali do Campeonato Mundial de 2024 | 17 especiais 324.44 km                 | 1       | Thierry Neuville Martijn Wydaeghe | Hyundai Shell Mobis WRT Hyundai i20 N Rally1   | 3h 9m 30.9s  |
| 92ème Rallye Automobile Monte-Carlo 25 a 28 de janeiro 2024 1º rali do Campeonato Mundial de 2024 | 17 especiais 324.44 km                 | 2       | Sébastien Ogier Vincent Landais   | Toyota Gazoo Racing WRT Toyota GR Yaris Rally1 | 3h 9m 47.0s  |
| 92ème Rallye Automobile Monte-Carlo 25 a 28 de janeiro 2024 1º rali do Campeonato Mundial de 2024 | 17 especiais 324.44 km                 | 3       | Elfyn Evans Scott Martin          | Toyota Gazoo Racing WRT Toyota GR Yaris Rally1 | 3h 10m 16.1s |
|                                                                                                   |                                        |         |                                   |                                                |              |
| 93ème Rallye Automobile Monte-Carlo 23 a 26 de janeiro 2025 1º rali do Campeonato Mundial de 2025 | 18 (17)† especiais 343.80 (333.06)† km | 1       | Sébastien Ogier Vincent Landais   | Toyota Gazoo Racing WRT Toyota GR Yaris Rally1 | 3h 19m 06.1s |
| 93ème Rallye Automobile Monte-Carlo 23 a 26 de janeiro 2025 1º rali do Campeonato Mundial de 2025 | 18 (17)† especiais 343.80 (333.06)† km | 2       | Elfyn Evans Scott Martin          | Toyota Gazoo Racing WRT Toyota GR Yaris Rally1 | 3h 19m 24.6s |
| 93ème Rallye Automobile Monte-Carlo 23 a 26 de janeiro 2025 1º rali do Campeonato Mundial de 2025 | 18 (17)† especiais 343.80 (333.06)† km | 3       | Adrien Fourmaux Alexandre Coria   | Hyundai Shell Mobis WRT Hyundai i20 N Rally1   | 3h 19m 32.1s |

- † – A prova foi encurtada devido ao cancelamento de Especiais.

## Vencedores múltiplos
Anos em itálico não foram provas do Campeonato do Mundo
| Vitórias | Piloto           | Anos                                                       |
| -------- | ---------------- | ---------------------------------------------------------- |
| 10       | Sébastien Ogier  | 2009, 2014, 2015, 2016, 2017, 2018, 2019, 2021, 2023, 2025 |
| 8        | Sébastien Loeb   | 2003, 2004, 2005, 2007, 2008, 2012, 2013, 2022             |
| 4        | Tommi Mäkinen    | 1999, 2000, 2001, 2002                                     |
| 4        | Walter Röhrl     | 1980, 1982, 1983, 1984                                     |
| 4        | Sandro Munari    | 1972, 1975, 1976, 1977                                     |
| 4        | Jean Trévoux     | 1934, 1939, 1949, 1951                                     |
| 3        | Carlos Sainz     | 1991, 1995, 1998                                           |
| 3        | Didier Auriol    | 1990, 1992, 1993                                           |
| 2        | Miki Biasion     | 1987, 1989                                                 |
| 2        | Erik Carlsson    | 1962, 1963                                                 |
| 2        | Björn Waldegård  | 1969, 1970                                                 |
| 2        | Thierry Neuville | 2020, 2024                                                 |

| Vitórias | Construtores |
| -------- | ------------ |
| 13       | Lancia       |
| 10       | Citroën      |
| 10       | Ford         |
| 6        | Hotchkiss    |
| 6        | Toyota       |
| 4        | Peugeot      |
| 4        | Porsche      |
| 4        | Renault      |
| 3        | Delahaye     |
| 3        | Volkswagen   |
| 3        | Mitsubishi   |
| 3        | Subaru       |
| 3        | Mini         |
| 2        | Fiat         |
| 2        | Saab         |
| 2        | Hyundai      |

- Commons